# 隱匿基督徒

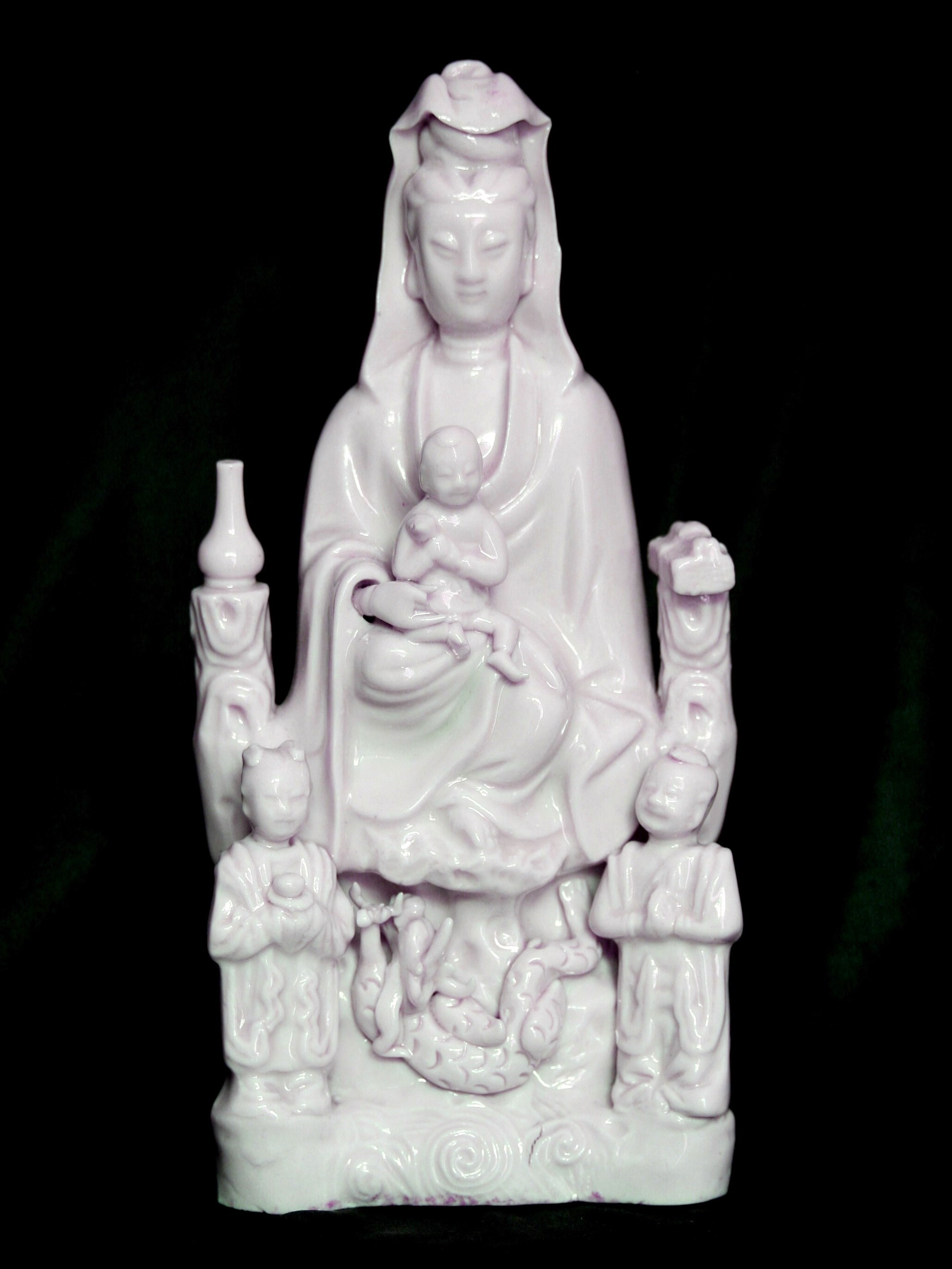
隐匿基督徒为掩人耳目，常常用外形類近瑪麗亞懷抱耶穌的送子观音像替代圣母玛丽亚像的替代品。这样的雕塑称为“瑪利亞觀音”

隱匿基督徒（日语：／ Kakure Kirishitan */?）是指在日本德川幕府于1612年发布禁教令、宣布基督宗教（天主教）非法后，在江户时代仍秘密信仰天主教的基督徒（吉利支丹）。
隐匿基督徒在幕府禁止信仰基督宗教后，假意弃教，但仍秘密信仰天主教，并将天主教的教义代代相传。在过程中，他们的信仰已与日本本土的神道教与佛教发生一定融合。日本结束锁国后，天主教会得以在日本重建。大部分的隐匿基督徒在日本放宽对基督教限制后，重回了正统的天主教会。也有一部分隐匿基督徒选择坚持已融合日本本土宗教的旧有信仰，他們直到今天仍然存在。
2018年，与隐匿基督徒相关的長崎與天草地方的潛伏基督徒相關遺產获选为世界文化遗产。

## 历史
在德川幕府于1612年下达严苛的禁教令后，对基督教的禁止与迫害在其后数十年里不断加强，并在岛原之乱后达到极点。拒绝改信的基督徒会被处以酷刑。而改信的基督徒先是需要进行踩踏圣母玛丽亚画像的“弃教”仪式，在改信后也会受到寺社的严密监控。在这样的环境下，一部分基督徒表面上宣布放弃信仰、假意回归日本本土的佛教与神道教，但在私下依旧坚持信仰天主教，并将信仰经要代代相传。因《圣经》文本被严格禁止，经文只能以口耳相传的方式延递。
为掩人耳目，这些隐匿基督徒伪装与日本本土的佛教与神道教融合，衍生出了独特的文化。例如，他们用佛教的观音像代替圣母玛丽亚像进行宗教仪式。天主教圣餐礼中的葡萄酒与无酵饼也代以清酒和米饭頂替。在精神层面則有日本民俗文化中的祖先崇拜等元素。
贯穿江户时代，隐匿基督徒的秘密信仰活动曾数次被人告发，引发德川幕府的镇压行动。

## 再发现

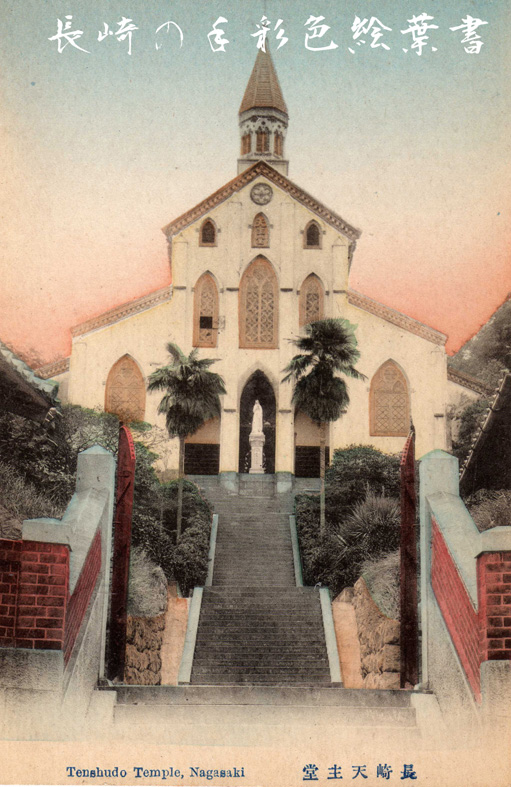
日本锁国结束后，大浦天主堂（图）的法国籍神父发现了長崎当地有始終坚持天主教信仰的信眾

法国籍神父贝尔纳·珀蒂让1862年到日本，并着手负责建立大浦天主堂。公历1865年3月17日下午，十五名当地的隐匿基督徒到访大浦天主堂。贝尔纳·珀蒂让神父接待了他们。得知他们是一直秘密延续天主教信仰的教徒后，贝尔纳·珀蒂让神父大感欣喜，这一消息很快便传播到各国。
贝尔纳·珀蒂让神父后来鼓励長崎的隐匿基督徒公开他們既有的信仰，但過於魯莽的行為卻使這批隱匿基督徒陷入險境，因为当年的日本仍不允许国民信仰基督宗教：据统计在那以后大约有3,400名基督徒被捕，其中的36名基督徒被处决。

## 现状
在大政奉还后，新上台的明治新政府最初仍然坚持对国民信仰基督宗教的禁止，直到1873年（明治六年），在欧美各国的压力下，日本才宣布解除对基督宗教的严格禁止，但对基督宗教的限制与系统性歧视一直存在，教会与日本政府的关系也往往相当紧张，特别是二战时期上智大学学生拒绝参拜靖国神社事件的前后。直至二战战败后，日本接受全面的体制改革，宗教信仰自由政策在日本方真正得到实行，官方对于基督宗教的歧视才画上句号，信者也不再有隱匿之必要。
在日本逐步解除对基督教的限制后，大部分隐匿基督徒回归了正统的天主教会，这样的信徒又称为「潛伏基督徒」（日语：／ Senpuku Kirishitan */?）。也有一部分隐匿基督徒没有回归正统的天主教会，而是选择坚持过去已与本土宗教发生一定融合的信仰。直到今天仍然有保守这种融合信仰的信徒，他们现在主要居住于九州北部的长崎县五岛群岛、生月岛等地。这类仍然坚持融合信仰的信徒即狭义的“隐匿基督徒”。狭义“隐匿基督徒”坚持的融合信仰已逐渐式微。根据统计，坚持融合信仰的狭义“隐匿基督徒”人数在1930年代有30,000人左右，到2007年已不到500人。
2018年，与隐匿基督徒相关的長崎與天草地方的潛伏基督徒相關遺產获选世界文化遗产。

## 图集

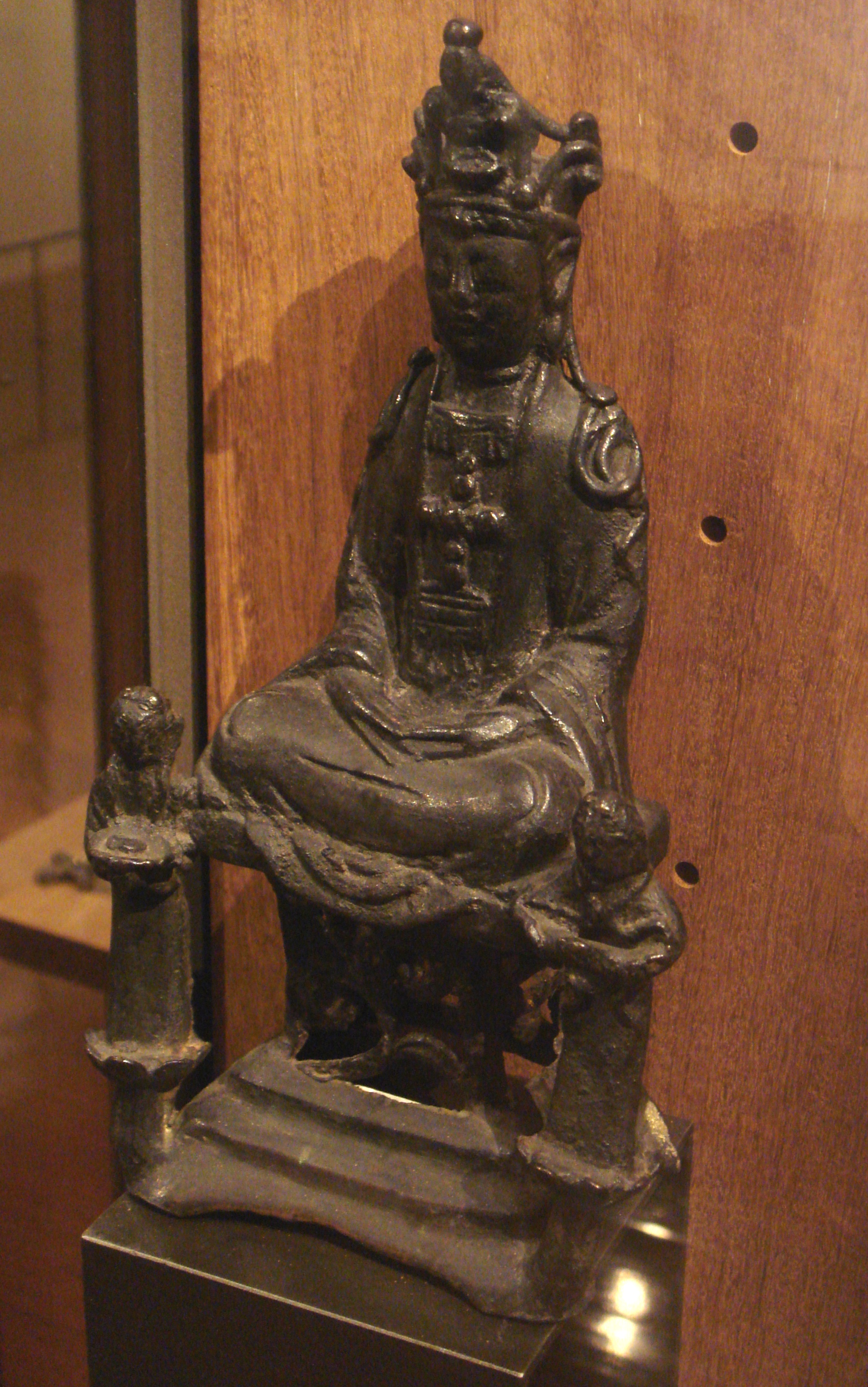
一尊玛丽亚观音
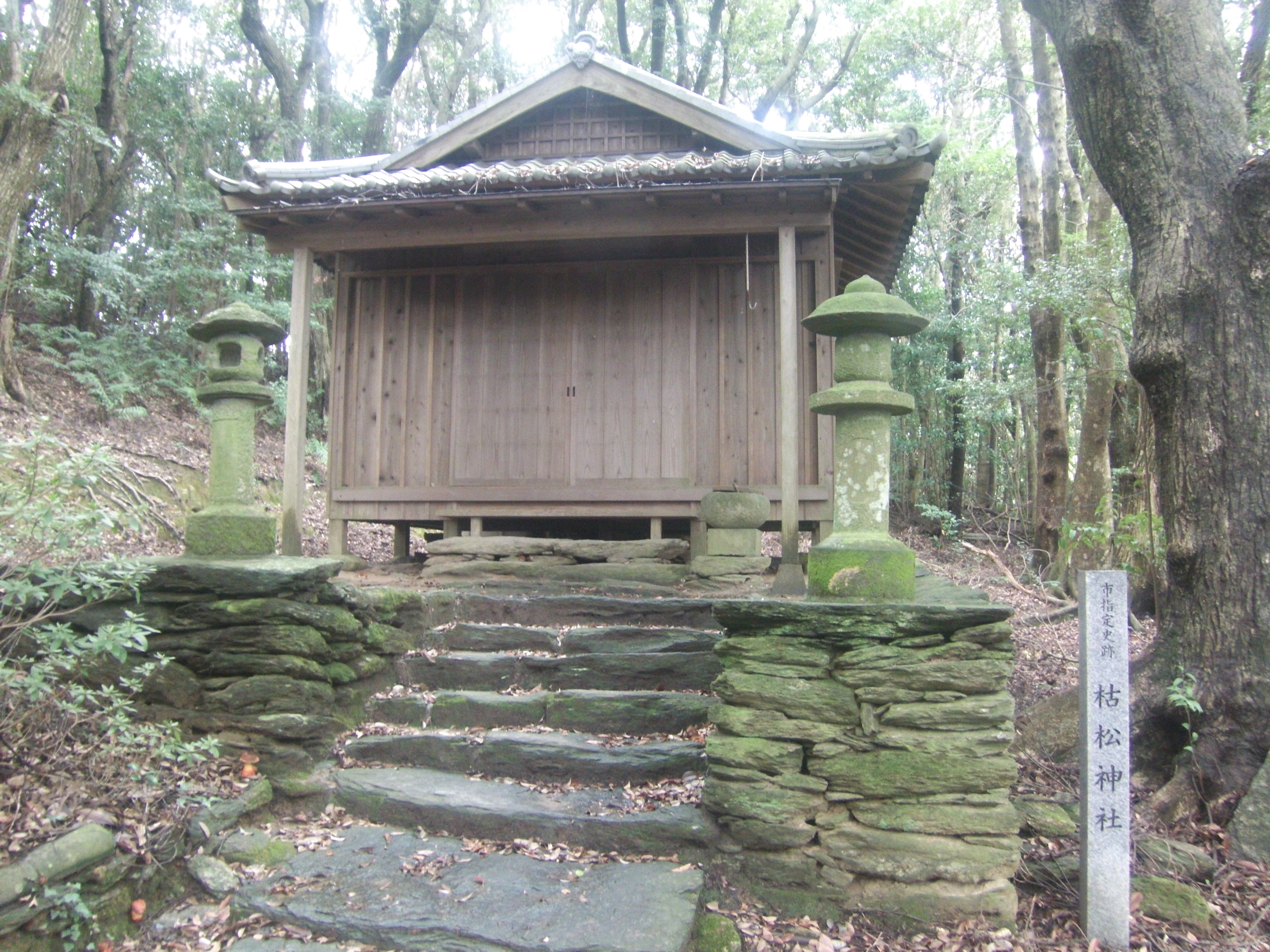
隐匿基督徒的活动场所之一“枯松神社”